# Дальневосточный государственный институт искусств
Дальневосто́чный госуда́рственный институ́т иску́сств — российское государственное высшее учебное заведение, расположенное в городе Владивостоке Приморского края. Основан 14 января 1962 года.
История института хранит имена выдающихся выпускников разных лет, ставших знаковыми фигурами в области отечественной культуры, искусства и образования. Среди них музыковед, доктор искусствоведения: профессор РГПУ им. Герцена Е. В. Герцман, заслуженный артист РФ, руководитель ансамбля «Джанг» Н. И. Эрденко, Заслуженный артист РФ Б. С. Ворон, народные артисты РФ А. Я. Михайлов, С. Ю. Степанченко, Ю.А. Кузнецов, С. М. Стругачев, лауреат Государственной премии В. М. Приемыхов, заслуженная артистка РФ В. Ю. Цыганова; заслуженные художники РФ С. А. Литвинов, С. М. Черкасов, И. И. Дункай и многие другие.
В настоящее время Институтом реализуется широкий круг специальностей и направлений подготовки в области искусств, ведётся обучение русских и иностранных студентов по программам среднего профессионального, высшего профессионального и дополнительного образования, по программам научных и научно-педагогических кадров в аспирантуре.

## История
Создан 14 января 1962 года как Дальневосточный педагогический институт искусств.
В 1992 году переименован в Дальневосточный государственный институт искусств.
В 2000 году переименован в Дальневосточную государственную академию искусств.
В 2009 году институт получил в оперативное управление историческое здание Народного дома им. Пушкина под реконструкцию и приспособление под второй учебный корпус. С 2017 года в здании ведутся реставрационные работы.
В 2016 году переименован в Дальневосточный государственный институт искусств.

## Образование
Институт осуществляет подготовку в области:
Высшего образования:
- Музыкальный факультет[5]
- Художественный факультет[6]
- Театральный факультет[7]

Подготовки кадров высшей квалификации:
- Магистратура[8]
- Аспирантура[9]
- Ассистентура-стажировка[10]

Среднего профессионального образования:
- Музыкальный колледж[11]

Предпрофессиональных общеобразовательных программ в области искусств:
- Детская Школа Искусств[12]

Дополнительного профессионального  образования:
- Центр непрерывного образования и повышения квалификации творческих и управленческих кадров в сфере культуры[13]
- Центр профессиональных курсов[14]

Дополнительного общеразвивающего образования:
- Детский эстетический центр «Мир искусства»[15]
- Лаборатория современного танца[16]
- Центр исполнительских и визуальных искусств «ТриА» (Центр прототипирования)[17]